# ابوالقاسم ذره
سید ابوالقاسم ذرّه (سجادی) (۱۲۷۸ – ۷ اردیبهشت ۱۳۱۷) شاعر، روزنامه‌نگار، مترجم، آموزگار زبان فارسی، لغت‌شناس، ایران‌شناس و کمونیست اهل ایران بود.
او در مدت کوتاه زندگانی‌اش، نویسندگی و سردبیری نشریات متعددی را آزمود، در حکومت برآمده از جنبش جنگل مشارکت کرد، و به آموزش و پژوهش در نهادهای شرق‌شناسی شوروی پرداخت. وی سرانجام پس از طی پله‌های ترقی در مناسبات سیاسی و حزبی، از جمله عضویت در شورای مرکزی حزب کمونیست ایران و عضویت در حزب کمونیست شوروی، در دوران تصفیه‌های استالینی به جرم جاسوسی اعدام شد.

## آغاز کار
ابوالقاسم ذرّه به سال ۱۲۷۸ در تهران زاده شد. پدر او، حاج میرزا یحیی سجادی، پیشنماز مسجد سید عزیزالله در بازار تهران، و نوهٔ دختری میرزا حسن آشتیانی، از روحانیان متنفذ دوران ناصری و مظفری بود. برادر ذره، سید محمد سجادی (زادهٔ ۱۲۷۸ – درگذشتهٔ ۱۳۶۶)، نیز در سراسر دوران پهلوی، عهده‌دار مشاغل مهم از شهرداری تهران تا وزارت و ریاست مجلس سنا بود.
ذره تحصیلات ابتدایی را در مدرسهٔ اقدسیه به پایان رساند و برای گذراندن دورهٔ دبیرستان به مدرسهٔ علوم سیاسی تهران رفت. با پایان این دوره، به همان مدرسهٔ اقدسیه بازگشت و به تدریس زبان و ادبیات پرداخت.

## فعالیت‌ها در ایران

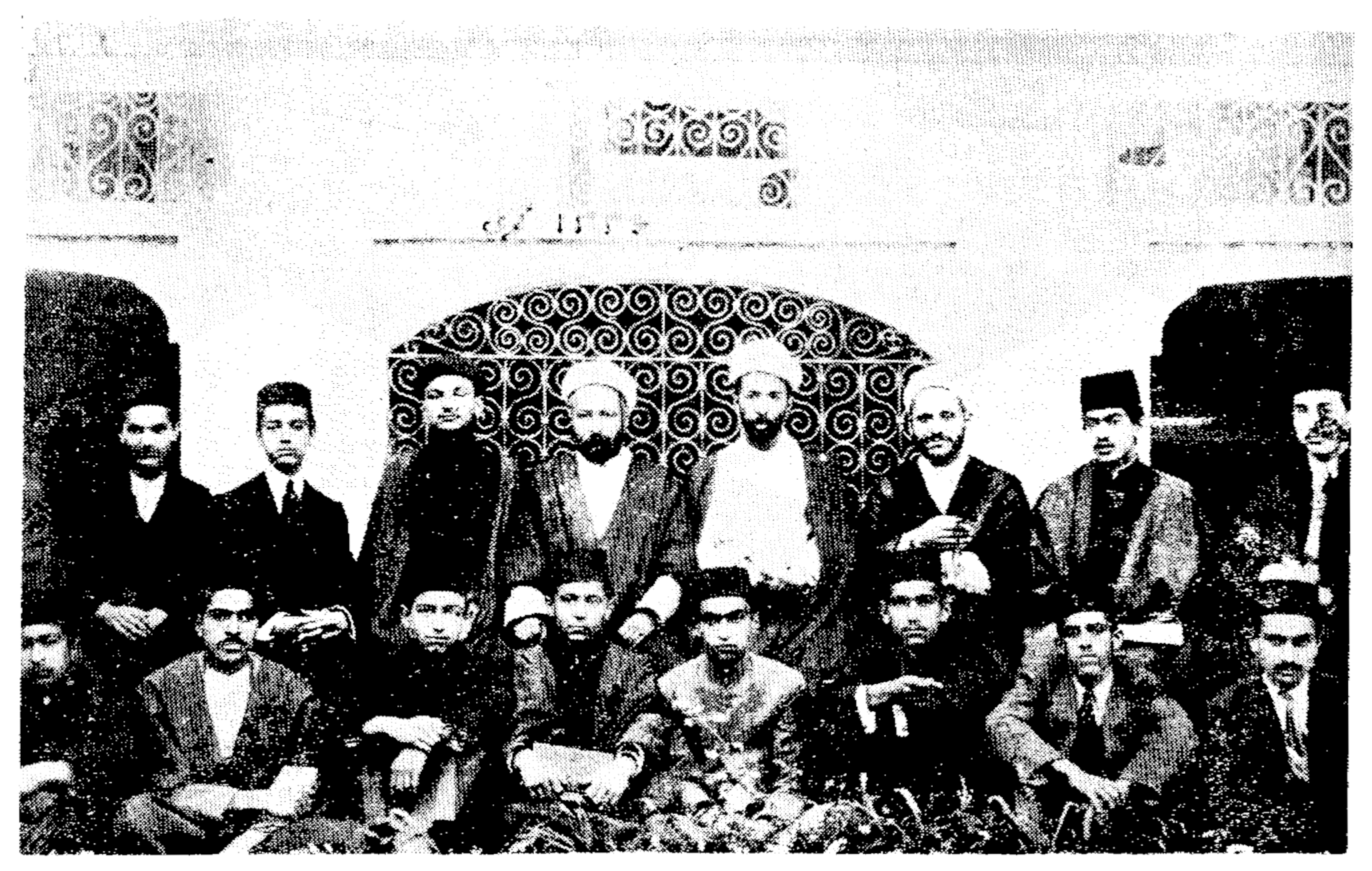
ابوالقاسم ذره در میان اعضا و شرکت‌کنندگان در جلسات انجمن دانشکده

ذره در کنار چند تن دیگر، از جمله سعید نفیسی و اقبال آشتیانی و رشید یاسمی و …، از بنیان‌گذاران «جرگهٔ دانشوری» بود. این انجمن ادبی در دی‌ماه ۱۲۹۵ آغاز به کار کرد و بنا داشت که «در همهٔ فنون ادب» کار کند. پس از چندی، محمدتقی بهار هم به این جمع پیوست. به پیشنهاد او اسم انجمن را به «دانشکده» تغییر دادند و مجله‌ای به همین نام و با مدیریت او منتشر می‌کردند که ذره هم در آن قلم می‌زد. علاوه بر این، ذره سمت تحویلداری انجمن را نیز بر عهده داشت.
با پایان جنگ جهانی اول، ذره به حلقه‌های سیاسی تهران پیوست و در سال ۱۹۱۸ عضو حزب دموکرات شد. او در این ایام، همراه با عبدالحسین حسابی، در تنظیم نشریهٔ ادبی-فکاهی «گل زرد» که مسئولیتش با یحیی ریحان بود دست داشت، و سرانجام به سبب انتقاد همه‌جانبه از قرارداد ۱۹۱۹ در همین نشریه، به زندان افتاد. به زعم او، این قرارداد «در صورت تحقق ایران را به مستعمرهٔ بریتانیا تبدیل می‌کرد».

### مشارکت در امورج.ش.س.ا.
پس از بالا گرفتن کار جنبش جنگل، ذره و رفیقش حسابی، به رشت رفتند و در فعالیت‌های فرهنگی حکومت تازه‌تأسیس جمهوری شوروی سوسیالیستی ایران مشارکت کردند. «ذره مأمور به همکاری با ترونین، مستشار دایره سیاسی ارتش سرخ ایران شد و ویراستاری روزنامهٔ انقلاب سرخ را بر عهده گرفت. پس از کودتای احسان‌الله خان علیه میرزا کوچک‌خان، ذره به عنوان کمیسار خلق در بخش نشریات، و حسابی نیز به عنوان کمیسار خلق در امور مالیه برگزیده شد.
ذره در ۵ شهریور ۱۲۹۹، در مقام عضوی از هیئت ۲۰ نفرهٔ نمایندگی ایران، برای شرکت در اولین کنگرهٔ خلق‌های شرق، که از هفتم تا هفدهم شهریور برگزار می‌شد، انزلی را به مقصد باکو ترک کرد. پس از بازگشت به گیلان، به حزب کمونیست ایران پیوست و ریاست ادارهٔ تبلیغات ج.ش.س. ا را عهده‌دار شد. او در این زمان، سردبیر اجرایی روزنامهٔ ایران سرخ بود و برخی از اشعار خود را در آن منتشر کرد.
در سال ۱۹۲۱، ذره به «کمیتهٔ انقلاب آزادکنندهٔ ایران» (رِوْکم) معرفی شد و پست کمیساری آموزش جمهوری را به او سپردند.

## عزیمت به شوروی
ذره، چنان‌که در زندگینامهٔ خودنوشتش آورده‌است، در ۱۹۲۲ و در رأس هیئتی از طرف دولت انقلابی گیلان برای دیدار با لنین رهسپار شوروی شد، اما برای تحصیل در دانشگاه کمونیستی زحمتکشان شرق (کوتو) در مسکو ماند، و همزمان به تدریس زبان فارسی و تاریخ و جغرافیای ایران در کوتو، آکادمی نظامی ارتش سرخ (۱۹۲۲ تا ۱۹۲۴)، و پژوهشکدهٔ شرق‌شناسی (از ۱۹۲۳) پرداخت.
او همچنین از ۱۹۲۳ تا ۱۹۲۵ دبیر جامعهٔ ایرانیان مسکو، و بعدتر تا ۱۹۳۰ عضو هیئت رئیسهٔ بخش ایرانی انجمن روابط فرهنگی با کشورهای خارجی بود و در آنجا گزارش‌هایی دربارهٔ ادبیات فارسی تهیه کرد.
ذره در فاصلهٔ ۱۹۲۵ تا ۱۹۲۶ (۱۳۰۴ تا ۱۳۰۵) از مسکو مقاله‌هایی برای مجلهٔ فرهنگ (متعلق به جمعیت فرهنگ رشت) می‌نوشت و ارسال می‌کرد.

### ورود به عرصه ایران‌شناسی
ذره از دسامبر ۱۹۲۳ در مقام «زبان‌شناس و متخصص ایران» از طرف حزب کمونیست شوروی در سرویس مخفی ادارهٔ امنیت سیاسی (اُ.گ.پ. او) به کار رمزنگاری مشغول بود. پس از فارغ‌التحصیلی، در ۱۹۲۵ او را از کوتو به پژوهشکدهٔ شرق‌شناسی نریمانف منتقل کردند و در فوریهٔ همان سال نامزد عضویت در حزب شد. اما سرانجام، تأیید عضویتش در سپتامبر ۱۹۲۸ بود که زمینهٔ ارتقای او در دیوانسالاری شوروی را فراهم کرد.
او در فاصلهٔ ۱۹۲۸ تا ۱۹۳۰ با نام مستعار «سیاوش» دورهٔ دوسالهٔ آموزش تخصصی لنینی کمینترن را گذراند. پس از آن، همراه با عبدالحسین حسابی به عضویت کمیتهٔ مرکزی حزب کمونیست ایران درآمد، ویرایش ارگان آن، ستارهٔ سرخ را برعهده گرفت و برخی از مقاله‌ها و اشعار خود را نیز در آن منتشر کرد. او بعدتر، در بازهٔ ۱۹۳۲ تا ۱۹۳۳ نیز در پیکار، ارگان دیگر حزب کمونیست ایران که در برلین منتشر می‌شد، نیز قلم زد.
ذره در کنار فعالیت‌های سیاسی، به کار خود در نهادهای آموزشی و پژوهشی شرق‌شناسی شوروی ادامه داد. در ۱۹۳۰، در مقام نمایندهٔ بخش فارسی کمینترن، به کنگرهٔ لاتینی‌گری الفبای تاجیکی در استالین‌آباد (دوشنبهٔ امروزی) اعزام شد. او عضو هیئت رئیسهٔ کنگره بود و در کار آن مشارکتی فعال داشت. سخنرانی‌های او در این کنگره همان زمان در روزنامهٔ تاجیکستان سرخ به چاپ رسید.
ذره در بازهٔ ۱۹۳۰ تا ۱۹۳۳ به ویراستاری فرهنگ جامع فارسی-روسی و روسی-فارسی مشغول بود که کنستانتین چایکین و رومن گالونف، اعضای دپارتمان او در پژوهشکدهٔ نریمانف، تألیف کرده بودند. همچنین در ویرایش فرهنگ روسی-فارسی، تألیف آشوری و کاسایف (۱۹۳۴) نیز نقش داشت. او در همین سال ریاست بخش ایران، افغانستان و دنیای عرب پژوهشکدهٔ نریمانف را بر عهده گرفت و به دبیری کمیتهٔ بزرگداشت فردوسی انتخاب شد.
ذره، همزمان با کار در پژوهشکدهٔ نریمانف، در کوتو هم حضور مؤثری داشت. چنان‌که در ۱۹۳۱ او را به سرویراستاری ترجمهٔ متون مارکسیستی-لنینیستی، و در ۱۹۳۲ به ریاست بخش ایران و افغانستان کوتو برگزیدند.

### پژوهش در تاریخ ادبیات فارسی
نخستین اثری که از پژوهش‌های ادبی ذره در دست است به ۱۹۳۵ برمی‌گردد. ذره با همراهی کنستانتین چایکین گزیده‌ای از ادبیات فارسی را با نام جُنگ شرق ۲ منتشر می‌کند و در آن به نقد دوره‌بندی کلاسیک تاریخ ادبیات فارسی و تقسیم آن به سه دورهٔ باستانی (از ۳۳۰ تا ۵۵۰ ق‌م)، پهلوی میانه و مدرن (از زمان پذیرفتن خط عربی) می‌پردازد. او در مقدمه‌ای که بر این کتاب نوشته از لزوم به کار بردن روش پژوهشی مارکسیستی در بررسی تاریخ و فرهنگ ایران سخن گفته و خود کوشیده‌است نخستین گام را در این عرصه، با پیشنهاد دوره‌بندی جدیدی از تاریخ ادبیات فارسی، بردارد:

یکم: دوران جامعه‌های آسیایی، پس از زوال نظام‌های قبیله‌ای، شامل: ادبیات پارسی باستان.
دوم: دوران فئودالیسم (سده‌های ۲ تا ۱۹م)، شامل: ۱. دورهٔ پیدایش و استواری فئودالیسم (سده‌های ۲ تا ۸م)؛ ۲. دورهٔ گسترش فئودالیسم (سده‌های ۹ تا ۱۵م)؛ ۳. دورهٔ پوسیدگی و زوال فئودالیسم (سده‌های ۱۵ تا ۱۹م)
سوم: دوران نفوذ مناسبات سرمایه‌داری در ایران و پیدایش جنبش‌های آزادی ملی (از نیمهٔ دوم سدهٔ ۱۹م تا زمان کنونی).

کمیسیونی متشکل از میلر، گالونف و چایکین که از ایران‌شناسان پرآوازهٔ آن روزگار شوروی بودند، مطابق رسم زمانه، مقدمهٔ ذره را پیش از چاپ بررسیدند و اظهار کردند که «مقدمهٔ ذره نشان‌دهندهٔ دانش عمیق نویسنده و آشنایی‌اش با منابع فارسی و نقد و نظر ایرانی و اروپایی است که دربارهٔ ادبیات فارسی نوشته شده‌است. ذره نخستین کسی است که با ارائهٔ تحلیل مارکسیستی به بازخوانی ادبیات فارسی نشسته‌است. او نخستین کسی است که مسئلهٔ دوره‌بندی تاریخ ادبیات ایران را وارسیده است. … رفیق ذره مستحق دریافت رتبهٔ نامزدی دکترای ادبیات فارسی است و نیز درجهٔ استادی در بخش زبان و ادبیات فارسی».

## فرجام کار
در اواخر دههٔ ۱۹۳۰ موج تصفیه‌های خون‌بار استالینی نهادهای آموزشی و پژوهشی شوروی را هم درنوردید. طی چند هفته صدها تن از پژوهشگران و کارمندان پژوهشکدهٔ شرق‌شناسی نریمانف، و دانشگاه کمونیستی زحمتکشان شرق «بازداشت و به اتهام جاسوسی برای بیگانگان محاکمه و بلافاصله به جوخهٔ اعدام سپرده شدند».
ذره به رغم جایگاهی که در دم و دستگاه حکومت حزب کمونیست شوروی پیدا کرده بود، نتوانست از این ورطه جان به در ببرد. او را در شامگاه ۲۱ فوریه ۱۹۳۸ (۲ اسفند ۱۳۱۶)، در خانه‌اش در لئونتیفسکی در مرکز مسکو بازداشت کردند. اتهام او فعالیت به نفع سازمان‌های اطلاعاتی ایران و بریتانیا، و به دستور یک سازمان ضدانقلابی ناسیونالیستی ایرانی بود که در جاسوسی و تروریسم دست داشت. پرونده‌اش که شمارهٔ نود و ششم از پروندهٔ ۳۲۷ نفره موسوم به «مرکز مسکو» بود، به امضای شاپیرو، رئیس دایرهٔ هشتم ادارهٔ اطلاعات شوروی در آن زمان (ن.ک.و. د)، ملوتف، کاگناویچ، ژدانف، و استالین رسیده بود. سرانجام، در ۲۷ آوریل ۱۹۳۸ (۷ اردیبهشت ۱۳۱۷)، دادگاه او را به جرم جاسوسی به اشد مجازات محکوم کرد و حکم صادرشده همان روز به اجرا درآمد. او را همراه با همکارش چایکین، در میدان تیر کمونارکا نزدیک مسکو به گلوله بستند و همان‌جا دفن کردند. حدود دو دهه بعد، پس از مرگ استالین، در ۱۵ سپتامبر ۱۹۵۶ (۲۴ شهریور ۱۳۳۵) از ذره اعادهٔ حیثیت شد.

## گزیده آثار

### مقاله در نشریات
- ذره، ا. (تیر ۱۳۰۴). «جامعهٔ نو، زبان نو لازم دارد». فرهنگ. سال دوم (۴).[۳۸]
- ذره، ا. (مرداد ۱۳۰۵). «همیشه ماده - همیشه حرکت [۱]». فرهنگ. سال سوم (۵).[۳۹]
- ذره، ا. (شهریور ۱۳۰۵). «همیشه ماده - همیشه حرکت ۲». فرهنگ. سال سوم (۶).[۳۹]
- ذره، ا. (۱۳۱۰). «ما چه می‌خواهیم؟ [در پنج شمارهٔ پیاپی]». پیکار (۸ تا ۱۳).[۴۰]

### مقاله در دانشنامه‌ها
- Зарре, А. (1930). "Маздакизм". Малая советская энциклопедия. Vol. 4. pp. 803–804.[۴۱]
- Зарре, А.; Сергеев, В. (1931). "История Персии". Малая советская энциклопедия. Vol. 6. pp. 450–452.[۴۲]
- Зарре, А. (1932). "Малек-ош-Шоара Бехар". Литературная энциклопедия. Vol. 6. pp. 736–738.[۴۳]

### کتاب‌ها
- استالین، ژوزف (۱۹۲۸). لنین و لنینیسم. ترجمهٔ ابوالقاسم ذره. برلین: بخش فارسی انتشارات کمینترن.

- Перевод‬‬ ‫‪книги‬‬ ‫‪по‬‬ ‫‪авиации,‬‬ ‫‪по‬‬ ‫‪поручению‬‬ ‫‪военно-воздушной‬‬ ‫‪Академии‬‬ ‫‪СССР‬‬ ‫‪(Москвa:‬‬ ‫‪1925). ‬‬[۴۴]
- Заходер, Б.; ‫‪Зарре, А.; ‫‪Кассаев, А. ‬‬ (1933). Учебник‬‬ ‫‪персидского‬‬ ‫‪языка. Vol. 2. Москвa.[۴۵]
- Зарре, А. ‬‬ ‫‪К.; Галунов, Р. (1933). Экономический‬‬ ‫‪Справочник‬‬ ‫‪по‬‬ ‫‪СССР‬‬ ‫‪для‬‬ ‫‪Ирана. Москвa: Всесоюзной торговой палатой.[۴۶]
- Заррэ, Абу-ль-Касим; Чайкин, Константин Иванович (1935). ‫‪Чайкина,‬‬ ‫‪Восток‬‬ ‫‪сборник‬‬ ‫‪второй. Москва/Леининград.[۴۷]

### آثار منتشرنشده یا نیمه‌تمام
- ترجمهٔ اقتصاد سیاسی در نسبت با نظریهٔ اقتصاد شوروی، اثر لاپیدوس و استروویتینف.[۴۸]
- فرهنگ توضیحی اصطلاحات سیاسی و اقتصادی (روسی به فارسی).